# Stefan Poser
Stefan Poser (* 9. März 1963 in Hannover) ist ein deutscher Technikhistoriker am Karlsruher Institut für Technologie (KIT) und seit 2021 Präsident des International Committee for the History of Technology.

## Studienzeit
Poser studierte an der FU Berlin und an der TU Berlin im Hauptfach Geschichte und den Nebenfächern Philosophie, Kunstgeschichte und klassische Archäologie. 1986 führte ihn sein Weg an die Universität Wien und die TU Wien. Dort legte er einen Schwerpunkt auf die Technikgeschichte; dazu kombinierte er die Fächer Geschichte und Maschinenbau. Mit seiner Magisterarbeit über figürliche Automaten an der Universität Wien bei Ernst Bruckmüller und Heinz Zemanek beendete Poser seine Studienzeit.

## Wirken
1996 promovierte Poser mit einer Arbeit über Museen für Arbeitssicherheit und Unfallschutz an der Freien Universität Berlin bei Wolfram Fischer und Wolfgang König; dazu analysierte er die Genese dieses Museumstyps sowie die Bedeutung der Häuser für den Umgang mit negativen Industrialisierungsfolgen.
Stefan Poser war Assistent bzw. wissenschaftlicher Mitarbeiter der Brandenburgischen Technischen Universität Cottbus, der Helmut-Schmidt-Universität, Hamburg und der Technischen Universität Darmstadt. Als Gastwissenschaftler arbeitete er am Zentrum Technik und Gesellschaft der Technischen Universität Berlin und lehrte an der Technischen und Wirtschaftswissenschaftlichen Universität Budapest (Budapesti Műszaki és Gazdaságtudományi Egyetem), sowie der Neuen Universität Lissabon (Universidade Nova de Lisboa).
Poser ist Ideengeber und wissenschaftlicher Leiter der Ausstellung Spiel mit Technik, die 2006–2007 im Deutschen Technikmuseum Berlin und im Technischen Museum Wien gezeigt wurde. Er war Mitglied der Interdisziplinären Arbeitsgruppe zur Innovationsforschung unter der Leitung Klaus Kornwachs, der Deutschen Akademie für Technik (acatech). Seit 2003 leitet er gemeinsam mit dem Ingenieur und Bautechnikhistoriker Karl-Eugen Kurrer den Arbeitskreis Technikgeschichte des VDI Berlin-Brandenburg. 2019 habilitierte er sich am Karlsruher Institut für Technologie.
Posers Arbeitsschwerpunkte sind die gesellschaftliche Bewältigung von technischen Risiken und der spielerische Umgang mit Technik. Beginnend mit der Technikgeschichte des Jahrmarkts interessierte er sich frühzeitig für Bezüge von Technik und Spiel, denen er auch seine Habilitationsschrift Glücksmaschinen und Maschinenglück widmete. Er macht deutlich, dass eine spielerische Herangehensweise an Technik sowohl deren gesellschaftliche Akzeptanz verändert und individuelle Technikkompetenz fördert, als auch Kreativität für neue technische Lösungen freisetzen kann. Damit erweiterte er das Themenfeld der Technikgeschichte um einen großen Bereich, der besonders zur Konsumgeschichte und zur Geschichte der Emotionen anschlussfähig ist.

## Familie
Stefan Poser ist verheiratet mit Claudia Streblow-Poser, Hochschullehrerin für die Wissenschaft der Sozialen Arbeit an der FH Dortmund, und hat eine Tochter. Seine Eltern sind der Philosoph Hans Poser und Li Poser.

## Schriften (Auswahl)
- Museum der Gefahren. Die gesellschaftliche Bedeutung der Sicherheitstechnik. Hygiene-Ausstellungen und Museen für Arbeitsschutz in Wien, Berlin und Dresden um die Jahrhundertwende (Cottbuser Studien zur Geschichte von Technik, Arbeit und Umwelt, Bd. 3). Münster u. a. 1998; ISBN 978-3-89-325634-1
- Homo faber ludens. Geschichten zu Wechselbeziehungen von Technik und Spiel (Hg. gemeinsam mit Karin Zachmann); Technik interdisziplinär, Bd. 4). Frankfurt/M. u. a., 2003, ISBN 978-3-63-151938-7
- Kalkuliertes Risiko. Technik, Spiel und Sport an der Grenze (Hg. gemeinsam mit Gunter Gebauer, Robert Schmidt und Martin Stern). Frankfurt, New York 2006, ISBN 978-3-59-338006-3
- Zukunft des Ingenieurs – Ingenieure der Zukunft. 150 Jahre VDI Berlin-Brandenburg 1856–2006 (Hg. gemeinsam mit Siegfried Brandt). Berlin 2006; ISBN 3-00019-220-4
- Spiel mit Technik. Katalog zur Ausstellung im Deutschen Technikmuseum Berlin. (Federführender Herausgeber – gemeinsam mit Joseph Hoppe und Bernd Lüke). Leipzig 2006; ISBN 978-3-73-380353-7
- Playing with Technology: Sports and Leisure (Guest editor gemeinsam mit Hans-Joachim Braun). Special Issue, ICON, Journal of the International Committee of the History of Technology, vol. 19 (2013)[9].
- Glücksmaschinen und Maschinenglück. Grundlagen einer Technik- und Kulturgeschichte des technisierten Spiels. Bielefeld 2016; ISBN 978-3-83-943610-3